# Куенка
Куенка (на испански: Cuenca) е град в Испания, намиращ се в автономната област Кастилия-Ла Манча и столица на едноименната провинция. Включен е в списъка на световното историческо наследство на ЮНЕСКО и е кандидат за Европейска столица на културата през 2016 г.

## Местоположение
Градът се дели на две добре обособени части – стария град, разположен на скалист хълм, заобиколен от извивките на река Хукар от север и на нейния приток река Уекар от юг. Втората се влива в първата при известния Мост на Сан Антон в долната част на стария град. Средната надморска височина се колебае между 920 м в новия град и малко над 1000 м в стария.

## Демография
В града живеят 54 876 жители (януари 2017 г.).

## История
Въпреки че няма данни за точната година на възникване на града, е известно, че през 784 г. той вече е съществувал под името Кунка, управляван от фамилията Бану Дил-Нун – берберски клан, подчинен на Халифата на Кордоба. Присъединен е към Кралство Кастилия от Алфонсо VIII през октомври 1177 г. Алфонсо X Мъдрия му дава статут на град.

## Забележителности
- Катедралата на Куенка (Catedral de Cuenca) – национален паметник на готическо-норманската архитектура, който се реставрира;
- Кулата Торе Мангана (Torre Mangana) – построена през 16 век, която днес е един от символите на града;
- Висящите къщи (Casas Colgadas) – уникален пример за широко застъпената в миналото местна архитектура, от която днес е запазена само малка част.

- Висящите къщи в Куенка
- Катедралата на Куенка